# Paul Guthörl
Paul Guthörl (* 25. März 1895 in Uchtelfangen; † 8. September 1963 in Sulzbach/Saar) war ein deutscher Geologe und Paläontologe. Sein Neffe war der Archäologe Alfons Kolling.

## Leben
Der in Uchtelfangen geborene Handwerkersohn begann eine Ausbildung zum Bergmann auf der Grube Göttelborn. Von 1920 an war er fünf Jahre Gruben- und Wettersteiger, bevor er als Kustos der geologischen Sammlung der Bergschule der Saarbergwerke berufen wurde. Neben seiner Tätigkeit als Lehrer an der Bergschule Saarbrücken beschäftigte er sich mit dem Saar-Karbon. Guthörl ist in Sulzbach/Saar beerdigt.

## Leistungen
Seine erste wissenschaftliche Anerkennung erlangte der Autodidakt 1927 durch die Aufnahme in den Oberrheinischen Geologischen Verein. 
Paul GUTHÖRL war zunächst Bergmann mit normalem Werdegang bis zum Steiger. Er war damit Mitglied einer sozial klar definierten Bevölkerungsgruppe, die wie viele andere Abweichungen von den gesetzten oder ungesetzten Normen nur in geringem Maße tolerierte. Die intensive, zunächst in keiner Weise offizielle wissenschaftliche Tätigkeit war etwas, dessen Sinn nicht zu vermitteln war.
Er veröffentlichte mehr als hundert geologisch-paläontologische Abhandlungen. In Anerkennung seiner ausgezeichneten Erforschung der Saargeologie verlieh ihm 1935 die Senckenbergische naturkundliche Gesellschaft die eiserne Ehrenmünze. Von der Johann-Wolfgang-Goethe-Universität in Frankfurt am Main erhielt er ebenfalls 1935 in Anerkennung seiner Erforschung der Saargeologie ehrenhalber Titel und Würde eines Doktors der Naturwissenschaften. Der ungewöhnliche Werdegang wurde überregional wahrgenommen. So titelte die Sächsischen Volkszeitung „Vom Kumpel zum Ehrendoktor“. Am 7. November 1960 wurde ihm das Bundesverdienstkreuz erster Klasse verliehen. Guthörl ist Erstbeschreiber des Insektes Protereisma rossenrayensis Guthörl 1965. Ihm zu Ehren wurde durch Max Hirmer (1940) der Farn Saaropteris guthoerli benannt. Fundstätte waren die Sulzbacher Schichten des Saarkarbons der Grube Frankenholz.

## Schriften
- Neue Insektenfunde aus dem Saarcarbon. In: N. Jb. Min. 64 B: 147–164, 19 Abb., Taf. 11; Stuttgart 1930
- Cleffia sarana n.gen. n. sp., eine neue Insektenform aus dem Saarcarbon. In: Centralbl. Min. Geol. Paläont., 1931 B, 2, 2 Abb.; Stuttgart 1931, S. 91–94
- Die Arthropoden aus dem Carbon und Perm des Saar-Nahe-Pfalz-Gebietes. In: Abh. preuß. geol. L.-A., N. F. 164, 219 S., 116 Abb., 30 Taf.; Berlin 1934
- Arthropleura britannica ANDREE aus der Tiefbohrung Dentingen V (Lothringen). In: Jb. preuß. geol. L.-A. f. 1934,55, 1 Abb.; Berlin 1935, S. 338–340
- Das saar-lothringische Steinkohlengebirge: seine Entstehung, seine Lagerung, seine Flöze. In: Vom Saarbergbau und seinen Bergleuten. Strasbourg 1948. S. 25–36
- Das Leben in den Süßwasserbecken und an deren Strand während der Rotliegendzeit im Saar-Nahe-Pfalz-Gebiet. In: Saarbrücker Bergmannskalender. 1948, S. 45–64